# Мориц II фон Шпигелберг
Мориц II фон Шпигелберг (на немски: Moritz II Graf von Spiegelberg; † 20 август 1316) е граф на Шпигелберг в територията на река Везер.
Той е син на граф Мориц I фон Шпигелберг († сл. 1289) и съпругата му Маргарета II фон Верле († сл. 1285), вероятно дъщеря на Николаус I фон Росток, Мекленбург, Верле-Гюстров († 1277) и Юта фон Анхалт († 1277).

## Фамилия
Мориц II фон Шпигелберг се жени вероятно за Гертруд фон Шваленберг от Дом Валдек, внучка на граф Фолквин IV фон Шваленберг († пр. 1255), дъщеря на граф Адолф I фон Шваленберг († 1302/1305) и Юта († сл. 1305). Те имат децата:
- София († сл. 1345), омъжена пр. 24 март 1331 г. за рицар Енгелберт фон Харденберг († сл. 1345)
- Юта († сл. 1331), омъжена ок. 1310 г. за Дитрих Бок фон Нортхолц († сл. 1331)
- Йохан I фон Шпигелберг († между 1 ноември 1368 и 13 март 1370), граф на Шпигелберг, женен I. ок. 1332/1335 г. за Елизабет (Хезеке/Хедвиг) фон Хомбург († пр. 3 април 1356), II. пр. 3 април 1356 г. за Юта фон Марк
- Хезека († 1360), канонеса (1331) и приорес в Гандерсхайм (1347 – 1360)
- Ермгард († сл. 1360), канонеса и дяконка в Гандерсхайм (1331)

Той се жени втори път за Маргарета фон Халермунд († сл. 1285), внучка на граф Лудолф III фон Халермунд († сл. 1264/1266), незаконна дъщеря на граф Вилбранд III фон Халермунд († 1280) от фамилията Кефернбург. Бракът е бездетен.